# Мондзе
Мондзе — одно из озёр австрийского региона Зальцкаммергут, в федеральной земле Верхняя Австрия, на границе с федеральной землёй Зальцбург (Зальцбургу принадлежит часть южного берега озера).
Площадь озера — 14,2 км², объём воды — 0,5 км³, длина — 11 км, максимальная ширина — 2 км, наибольшая глубина — 68 метров. Высота над уровнем моря — 481 метр. Площадь водосборного бассейна — 247 км². Озеро вытянуто с северо-запада на юго-восток, имеет изогнутую форму, напоминающую зеркальное отображение буквы S.
Озеро имеет ледниковое происхождение. Западный берег более равнинный чем восточный. В юго-западной части озера берег поднимается и обрывается в озеро в виде 600-метровой каменной стены, получившей название Драконова стена (нем. Drachenwand). Мондзе — самое тёплое озеро Зальцкаммергута, летом оно прогревается до 26 °C. В озере водится большое количество рыбы.
Из юго-восточной части озера вытекает короткая река Зеахе, которая через 3 километра впадает в озеро Аттерзе. На северной оконечности озера расположен старинный городок Мондзе, очень популярный у туристов. В районе озёр Мондзе и Иррзе действует Туристическая ассоциация региона Мондзеланд.

## Галерея

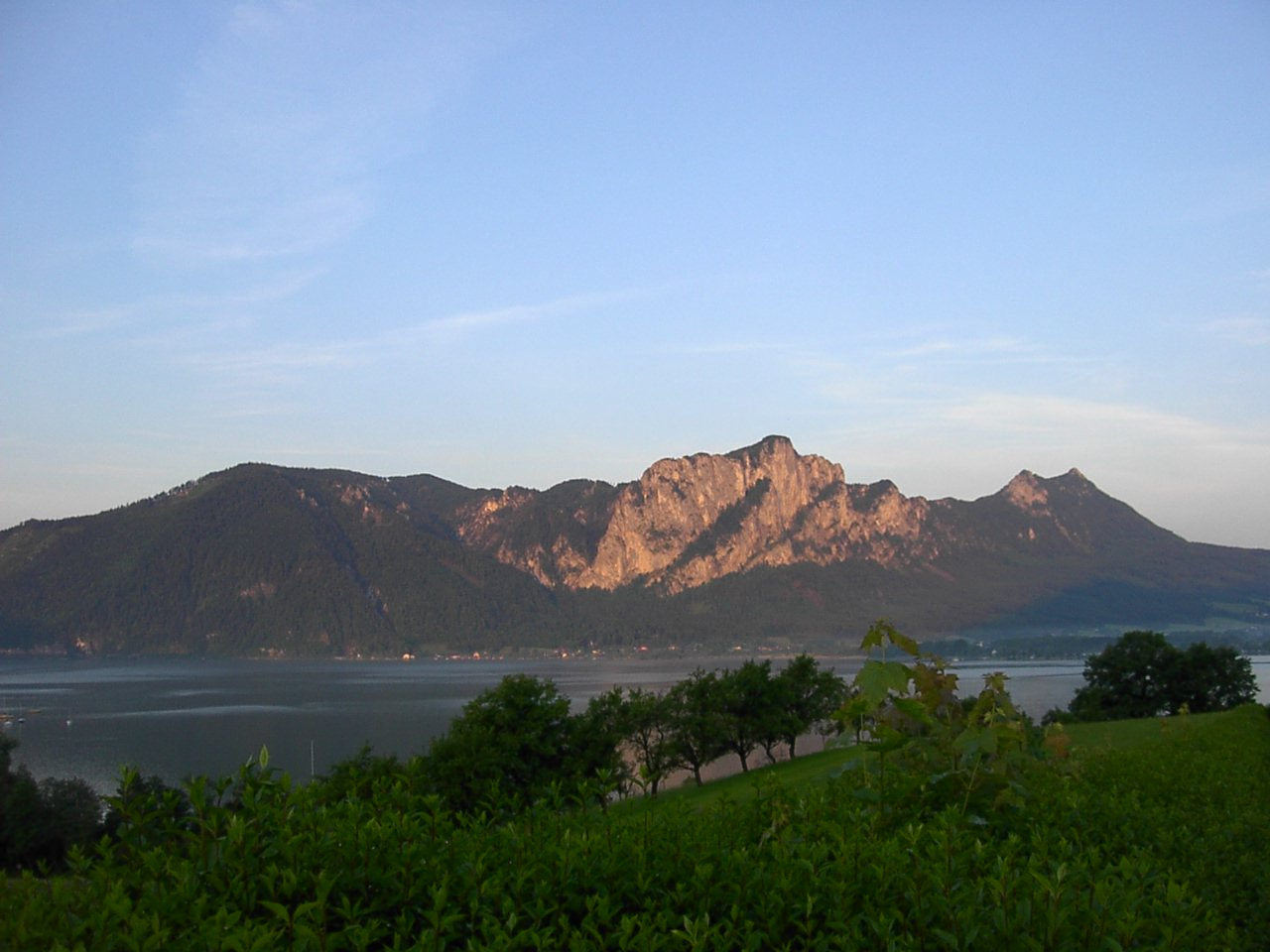
Драконова стена
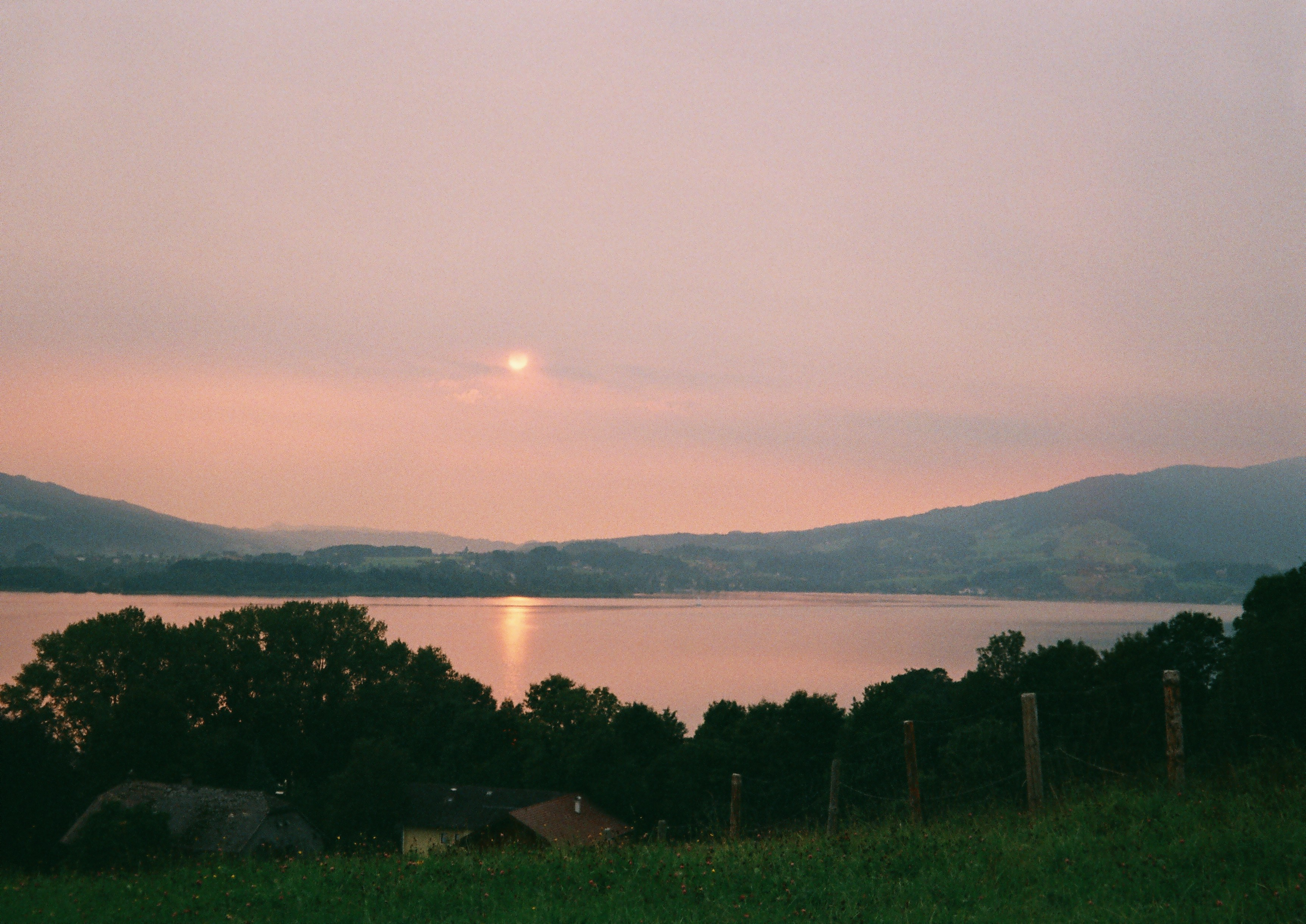
Мондзе на закате
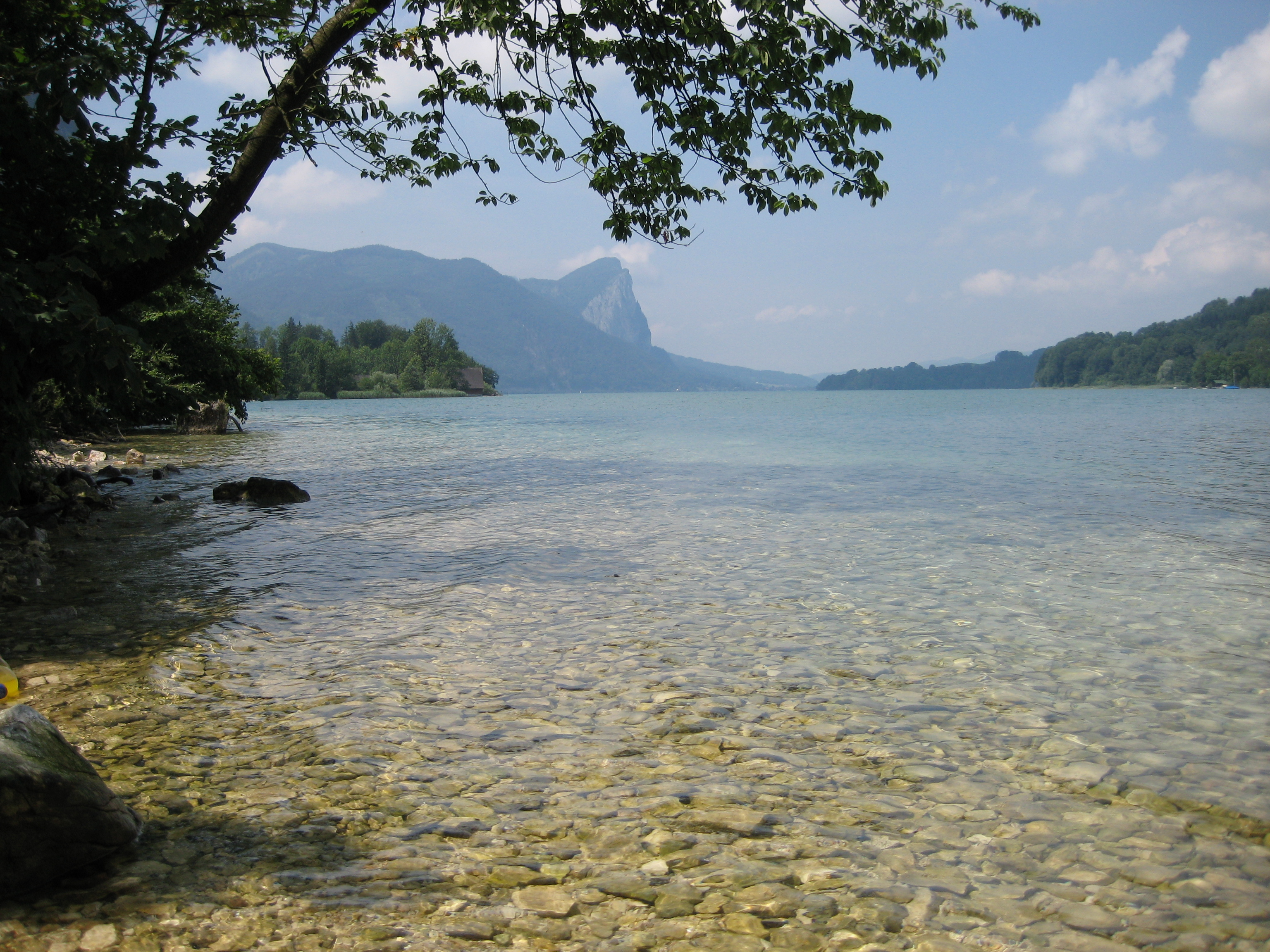
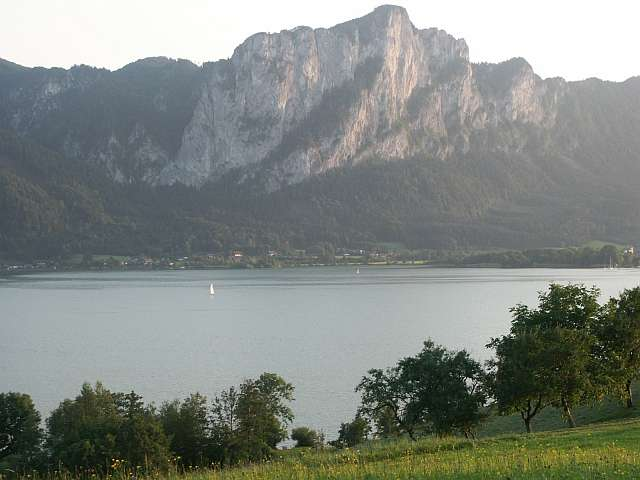